# Chicago (musical)
Chicago é um musical composto por John Kander, com letras de Fred Ebb e libretto de Ebb e Bob Fosse. A história é uma sátira à corrupção na administração da justiça criminal e ao conceito de "celebridade criminal." O musical é baseado em uma peça teatral de mesmo nome, escrita pela repórter Maurine Dallas Watkins sobre criminosas reais e crimes que ela noticiou.
A produção original da Broadway estreou e 3 de Junho de 1975, no 46th Street Theatre e teve um total de 936 performances. Bob Fosse coreografou a produção original, e seu estilo é fortemente identificado com o show. O revival de Chicago, da Broadway, em 1996, bateu o recorde de mais longo revival de musical em cartaz na Broadway e é o show da Broadway há mais tempo em cartaz na história e o segundo maior em número de performances. 
Uma adaptação cinematográfica da peça foi lançada em 2002.

## História
O musical Chicago é baseado em uma peça de teatro de mesmo nome, escrita pela repórter Maurine Dallas Watkins, que foi designada pelo Chicago Tribune para cobrir os tribunais das acusadas a assassinato de 1924: Beulah Annan e Belva Gaertner. 
Chicago conta a história de duas assassinas rivais presas em Cook County Jail. Velma trabalhava em um nightclub quando matou o marido e a irmã depois de encontrar os dois juntos na cama. Roxie Hart sonha com um mundo de glamour e fama, até que mata seu namorado após uma briga. Velma pede ajuda a matrona da prisão Mama Morton e para o advogado Billy Flynn, para tirá-la da prisão e preparar o mundo para um retorno triunfal dela no showbiz, mas terá de lidar com Roxie, que vê que sua prisão pode se tornar uma oportunidade de ascensão aos holofotes.

## Sinopse

### Ato I
Velma Kelly é uma artista de vaudeville que dá as boas-vindas ao público ("All That Jazz"). Interagindo com o número de abertura, a cena corta para 14 de fevereiro de 1928, no quarto de Roxie Hart, onde ela mata Fred Casely enquanto ele tenta terminar o caso extraconjugal dos dois.
Roxie convence seu marido Amos de que a vítima era um ladrão e Amos concorda em assumir a culpa. Roxie expressa seu apreço pela disposição de seu marido em fazer qualquer coisa por ela, enquanto Amos presta depoimento para a polícia ("Funny Honey"). Quando a polícia menciona o nome do falecido, Amos percebe tardiamente que Roxie mentiu para ele e confessa a verdade. Ambos ficam furiosos um com o outro e Roxie confessa sendo presa e enviada para o pavilhão das assassinas da Cadeia do Condado de Cook, onde estão detidas várias mulheres acusadas de matar seus amantes ("Cell Block Tango"); entre as presidiárias está Velma Kelly, revelando-se envolvida na morte do marido e da irmã após flagrá-los fazendo sexo, mas alegando ter desmaiado e negando ter cometido o assassinato. O local é presidido pela matrona "Mama" Morton, cujo sistema de aceitar subornos combina perfeitamente com sua clientela ("When You're Good to Mama"). Ela ajudou Velma a se tornar a principal assassina da semana da mídia e está agindo como uma reservada agente para o grande retorno de Velma ao show de vaudeville.
A conselho de "Mama", Roxie convence Amos a pagar por Billy Flynn, o melhor advogado de Chicago, para ser seu advogado ("A Tap Dance"), embora Amos não tenha fundos. Velma não fica feliz em ver Roxie, que está roubando não apenas seus holofotes, mas também seu advogado, Billy Flynn.  Ansiosamente aguardado por sua clientela feminina, Billy canta seu hino, completo com um coro de dançarinos ("All I Care About"). Billy pega o caso de Roxie antes de perceber que Amos não tem dinheiro; para compensar, ele transforma o caso em um circo da mídia e reorganiza sua história para consumo pela simpática colunista do tabloide Mary Sunshine ("A Little Bit of Good"), na esperança de vender os lucros em um leilão. A coletiva de imprensa de Roxie se transforma em um ato de ventríloquo, com Billy ditando para Roxie uma nova versão da verdade ("We Both Reached for the Gun").
Roxie se torna a celebridade mais popular em Chicago, como ela proclama orgulhosamente enquanto planeja sua futura carreira no vaudeville ("Roxie"). À medida que a fama de Roxie cresce, a notoriedade de Velma diminui e, em um ato de desespero, ela tenta convencer Roxie a recriar o show das irmãs Kelly ("I Can't Do It Alone"). Roxie a recusa, apenas para descobrir que suas próprias manchetes foram substituídas pelo mais recente e sórdido crime passional ("I Can't Do It Alone (Reprise)"). Separadamente, Roxie e Velma percebem que não podem contar com ninguém além de si mesmas ("My Own Best Friend"), desesperada, Roxie finge que está grávida para tentar atrair novamente a atenção dos jornais.

### Ato II
Velma retorna para apresentar o ato de abertura, ressentida com a manipulação de Roxie ("I Know a Girl") e a capacidade de seduzir e convencer um médico a confirmar a gravidez; conforme Roxie emerge, ela canta alegremente sobre o futuro de seu filho (inexistente) ainda não nascido ("Me and My Baby"). Amos orgulhosamente reivindica a paternidade, mas ainda assim ninguém o nota. Na esperança de fazer Amos pedir o divórcio e fazê-lo parecer um vilão, Billy expõe lacunas na história de Roxie ao observar que ela e Amos não faziam sexo há quatro meses, o que significa que se ela estivesse grávida, a criança não era do marido. Ressentido com Roxie, Amos quase pede o divórcio enquanto se ressente sobre si mesmo ("Mr. Cellophane"). Velma tenta mostrar a Billy todos os truques e estratégias que ela planejou para usar em seu julgamento ("When Velma Takes The Stand"). Roxie, chateada por ser tratada como uma "criminosa comum" e considerando-se uma celebridade, tem uma discussão acalorada com Billy e o despede; o advogado a avisa que seu tipo sucesso é passageiro e que ela para os jornais, ela seria tão famosa viva ou pendurada em um laço. Naquele momento, Roxie testemunha uma de suas companheiras de prisão, uma mulher húngara que insistiu em sua inocência, mas não sabia falar inglês e cujo advogado público se recusou a defendê-la, tornando-se a primeira mulher a ser executada em Chicago em décadas ("Hungarian Rope Trick").
A data do julgamento chega, e a agora apavorada Roxie corre de volta para Billy, que acalma Roxie sugerindo que ela ficará bem, desde que tenha uma boa apresentação e compara o julgamento e o júri a um grande show ("Razzle Dazzle"). Billy usa Amos como um peão, virando-se e insistindo que Amos é na verdade o pai do filho de Roxie, emocionado, o marido se reconcilia com Roxie, que em seguida relata a falsa narrativa cuidadosamente elaborada de Billy sobre a noite do assassinato de Fred (com Fred reaparecendo no palco em flashback). Ela rouba toda a estratégia de Velma, até a liga de strass, para desespero de Mama e Velma ("Class"). Como prometido, Billy consegue a absolvição de Roxie, mas assim que o veredicto é anunciado, algum crime ainda mais sensacional afasta a imprensa e a fugaz vida de celebridade de Roxie acaba. Encerrado o caso, Billy admite que só fez isso pelo dinheiro e vai embora e Amos tenta fazer Roxie voltar para casa e esquecer todo o ocorrido, mas ela está mais preocupada com o fim de sua breve fase da fama e admite que não está grávida, neste momento Amos, farto e magoado a deixa.
A cena final corta para um teatro vaudeville de Chicago, onde Roxie e Velma (absolvida fora do palco) estão realizando um novo show no qual cantam agridocemente sobre a vida moderna ("Nowadays"). A ex-Mary Sunshine, revelada durante o julgamento na verdade um homem travesti, assume sua forma masculina natural como um promotor de vaudeville insistente, moldando a dança de Roxie e Velma ("Hot Honey Rag") para torná-la o mais sexy possível. O show termina com um breve final com Roxie e Velma agradecendo ao público ("Finale"). 

## Números musicais
Produção original da Broadway de 1975
"Chicago: A Musical Vaudeville"
| Act 1 - "Overture" – Orquestra - "All That Jazz" – Velma Kelly e Elenco - "Funny Honey" – Roxie Hart, Amos Hart, Sargento Fogarty - "Cell Block Tango" – Velma and as Garotas - "When You're Good to Mama" – Matrona "Mama" Morton - "Tap Dance" – Roxie, Amos, e os Rapazes - "All I Care About" – Billy Flynn e as Garotas - "A Little Bit of Good" – Mary Sunshine - "We Both Reached for the Gun" – Billy, Roxie, Mary Sunshine - "Roxie" – Roxie e os Rapazes - "I Can't Do It Alone" – Velma - "Chicago After Midnight" – Orquestra - "My Own Best Friend" – Roxie e Velma | Act 2 - "I Know a Girl" – Velma - "Me and My Baby" – Roxie e Elenco - "Mr. Cellophane" – Amos Hart - "When Velma Takes the Stand" – Velma e os Rapazes - "Razzle Dazzle" – Billy e Elenco - "Class" – Velma e Morton - "Nowadays" – Roxie - Finale: "Nowadays"/"R.S.V.P"/"Keep It Hot" – Roxie and Velma † |

Produção de Renascimento de 1996
"Chicago: The Musical"
| Act 1 - "Overture" – Orquestra - "All That Jazz" – Velma Kelly e Elenco - "Funny Honey" – Roxie Hart - "Cell Block Tango" – Velma e as Garotas - "When You're Good to Mama" – Matrona "Mama" Morton - "Tap Dance" – Roxie, Amos e os Rapazes - "All I Care About" – Billy Flynn e as Garotas - "A Little Bit of Good" – Mary Sunshine - "We Both Reached for the Gun" – Billy, Roxie, Mary e os Repórteres - "Roxie" – Roxie e os Rapazes - "I Can't Do It Alone" – Velma - "I Can't Do It Alone (Reprise)" – Velma - "My Own Best Friend" – Roxie e Velma - "Finale Act I: All That Jazz (Reprise)" – Velma | Act 2 - "Entr'acte" – Orquestra - "I Know a Girl" – Velma - "Me and My Baby" – Roxie e Elenco - "Mr. Cellophane" – Amos Hart - "When Velma Takes the Stand" – Velma e os Rapazes - "Razzle Dazzle" – Billy e Elenco - "Class" – Velma e Mama Morton - "Nowadays" - Velma e Roxie - "Hot Honey Rag" – Orquestra - "Finale Act II: All That Jazz (Reprise)" – Elenco |

† Na Produção Original da Broadway de 1975 e seu Playbill, existem algumas listas de músicas contraditórias. Músicas como "RSVP" e "Keep It Hot", que eram peças instrumentais no "Finale", foram removidas da música licenciável, mas foram incluídas na produção e no roteiro originais. Outras canções como "Ten Percent" cantada por um personagem excluído que era agente de Velma, e "No" cantada por Roxie and Boys foram cortadas logo na produção e só aparecem em gravações demo e no Playbill original, mas não estão no roteiro original. Outras canções cortadas do show foram "Rose Colored Glasses", uma versão diferente de "We Both Reached for the Gun", "Pansy Eyes" e "Loopin 'the Loop".

## Elenco e personagens
Personagens principais (definidos como tendo pelo menos um número musical apresentado) e artistas originais de produções notáveis:
| Personagem            | Descrição | Brodway (1975)    | West End (1979) | Austrália (1981) | Brodway (1996)      | West End (1997)  | São Paulo (2004)  | São Paulo (2022) |
| --------------------- | --- | ----------------- | --------------- | ---------------- | ------------------- | ---------------- | ----------------- | ---------------- |
| Roxie Hart            | Uma aspirante a artista e assassina que mata seu amante após uma briga e é enviada para a prisão.                                                                                              | Gwen Verdon       | Antonia Ellis   | Nancye Hayes     | Ann Reinking        | Ruthie Henshall  | Adriane Garambone | Carol Costa      |
| Velma Kelly           | Uma artista de vaudeville e assassina que está sendo julgada por matar seu marido e sua irmã traidores. Ela é representada por Billy Flynn e compete por ele com Roxie Hart.                   | Chita Rivera      | Jenny Logan     | Geraldine Turner | Bebe Neuwirth       | Ute Lemper       | Danielle Winits   | Emanuelle Araújo |
| Billy Flynn           | O advogado de Velma e Roxie, que tem um histórico perfeito e transforma seus clientes em celebridades para ganhar simpatia e influenciar a opinião pública.                                    | Jerry Orbach      | Ben Cross       | Terence Donovan  | James Naughton      | Henry Goodman    | Daniel Boaventura | Paulo Szot       |
| Amos Hart             | O marido simples, fiel e bem-humorado de Roxie, a quem ninguém presta atenção. Ele passa a maior parte do show tentando fazer Roxie se interessar por ele ou apenas reconhecer sua existência. | Barney Martin     | Don Fellows     | George Spartels  | Joel Grey           | Nigel Planer     | Jonathas Joba     | Eduardo Amir     |
| Matrona "Mama" Morton | A matrona e chefe da Prisão do Condado de Cook. Concede favores aos presos em troca de propina .                                                                                               | Mary McCarty      | Hope Jackman    | Judi Connelli    | Márcia Lewis        | Meg Johnson      | Selma Reis        | Lilian Valeska   |
| Mary Sunshine         | A jornalista que acompanha os julgamentos de Roxie Hart e Velma Kelly. Na maioria das produções, Sunshine é revelado como homem no final do show.                                              | Michael O'Haughey | Gary Lyons      | JP Webster       | David Sabella-Mills | Charles Shirvell | Guto Bittencourt  | Lucas Cândido    |

### Substituições notáveis
Broadway (1975-1977)
- Roxie Hart: Liza Minnelli, Lenora Nemetz, Ann Reinking
- Velma Kelly: Lenora Nemetz
- Amos Hart: Rex Everhart
- Matrona “Mama” Morton: Alaina Reed Hall

Broadway (1996-)
- Roxie Hart: Pamela Anderson, Mel B, Christie Brinkley, Charlotte d'Amboise, Paige Davis, Kara DioGuardi, Sandy Duncan, Veronica Dunne, Charlotte Kate Fox, Robin Givens, Melanie Griffith, Melora Hardin, Samantha Harris, Marilu Henner, Ruthie Henshall, Olivia Holt, Robyn Hurder, Erika Jayne, Bonnie Langford, Shiri Maimon, Bianca Marroquín, Gretchen Mol, Jennifer Nettles, Bebe Neuwirth, Petra Nielsen, Brandy Norwood, Desi Oakley, Lisa Rinna, Chita Rivera, Angelica Ross, Brooke Shields, Ashlee Simpson, Amy Spanger, Denise van Outen, Ana Villafañe, Nana Visitor, Michelle Williams, Rumer Willis, Rita Wilson, Ryoko Yonekura, Karen Ziemba
- Velma Kelly: Pia Douwes, Deidre Goodwin, Lana Gordon, Jasmine Guy, Mýa Harrison, Ruthie Henshall, Carly Hughes, Nikka Graff Lanzarone, Sharon Lawrence, Ute Lemper, Vicki Lewis, Bianca Marroquín, Luba Mason, Anna Montanaro, Caroline O'Connor, Reva Rice, Amra-Faye Wright, Leigh Zimmerman
- Billy Flynn: Pasquale Aleardi, Obba Babatundé, Brent Barrett, Hinton Battle, Erich Bergen, Wayne Brady, Jaime Camil, Philip Casnoff, Maxwell Caulfield, Chuck Cooper, Billy Ray Cyrus, Jason Danieley, Taye Diggs, Brandon Victor Dixon, Colman Domingo, John Dossett, Christopher Fitzgerald, Alexander Gemignani, Eddie George, Cuba Gooding Jr., Louis Gossett Jr., Michael C. Hall, Todrick Hall, George Hamilton, Harry Hamlin, Gregory Harrison, Tom Hewitt, James Monroe Iglehart, Gregory Jbara, Joey Lawrence, Huey Lewis, Norm Lewis, Hal Linden, Peter Lockyer, Jeff McCarthy, Christopher McDonald, Brian McKnight, Paul Alexander Nolan, John O'Hurley, Adam Pascal, Marti Pellow, Clarke Peters, Ron Raines, Kevin Richardson, John Schneider, Matthew Settle, Chaz Lamar Shepherd, Christopher Sieber, Jerry Springer, Elvis Stojko, Patrick Swayze, Paulo Szot, Alan Thicke, Robert Urich, Usher, Ben Vereen, Tom Wopat, Tony Yazbeck, Billy Zane, Adrian Zmed, Marco Zunino
- Amos Hart: Rob Bartlett, Kevin Carolan, Kevin Chamberlin, Cory English, Christopher Fitzgerald, Tom McGowan, Isaac Mizrahi, Vincent Pastore, Ernie Sabella, Chris Sullivan, Paul C. Vogt
- Matrona “Mama” Morton: Kandi Burruss, BJ Crosby, Lea DeLaria, Larisa Dolina, Debbie Gravitte, Jennifer Holliday, Cady Huffman, Patti LaBelle, NeNe Leakes, Adriane Lenox, Debra Monk, Jinkx Monsoon, Anne L. Nathan, Bebe Neuwirth, Michele Pawk, Christine Pedi, Roz Ryan, Camille Saviola, Valerie Simpson, Angie Stone, Mary Testa, Aida Turturro, Sofía Vergara, Lillias White, Terri White, Wendy Williams, Chandra Wilson, Carol Woods
- Mary Sunshine: Daniel Levine, Max von Essen

Renascimento do West End (1997–2012)
- Roxie Hart: Tina Arena, Emma Barton, Christie Brinkley, Jennifer Ellison, America Ferrera, Maria Friedman, Josefina Gabrielle, Jill Halfpenny, Linzi Hateley, Bonnie Langford, Aoife Mulholland, Petra Nielsen, Chita Rivera, Frances Ruffelle, Suzanne Shaw, Brooke Shields, Ashlee Simpson, Claire Sweeney, Sally Ann Triplett, Denise van Outen, Michel Williams
- Velma Kelly: Anna-Jane Casey, Pia Douwes, Ruthie Henshall, Nicola Hughes, Debbie Kurup, Rachel McDowall, Anna Montanaro, Valerie Pettiford, Leigh Zimmerman
- Billy Flynn: Luca Barbareschi, John Barrowman, David Bedella, Darius Campbell, Maxwell Caulfield, Robin Cousins, Juan Pablo Di Pace, John Diedrich, Sacha Distel, Michael French, Matthew Goodgame, Michael Greco, Tony Hadley, David Hasselhoff, Raza Jaffrey, Duncan James, Ian Kelsey, Craig McLachlan, Jimmy Osmond, Marti Pellow, Kevin Richardson, Rolf Saxon, Michael Siberry, Jerry Springer, Jonathan Wilkes, Gary Wilmot
- Amos Hart: Justin Lee Collins, Peter Davison, Les Dennis, James Doherty, Joel Gray, Gareth Hale, Kevin Kennedy, George Layton, Victor McGuire, Dale Meeks, Norman Pace, Clive Rowe
- Matrona “Mama” Morton: Lynda Carter, Sharon D. Clarke, Anita Dobson, Brenda Edwards, Diane Langton, Alison Moyet, Kelly Osbourne, Gaby Roslin
- Mary Sunshine: Cory English, Nathan Kiley

## Produções

### Produção original da Broadway

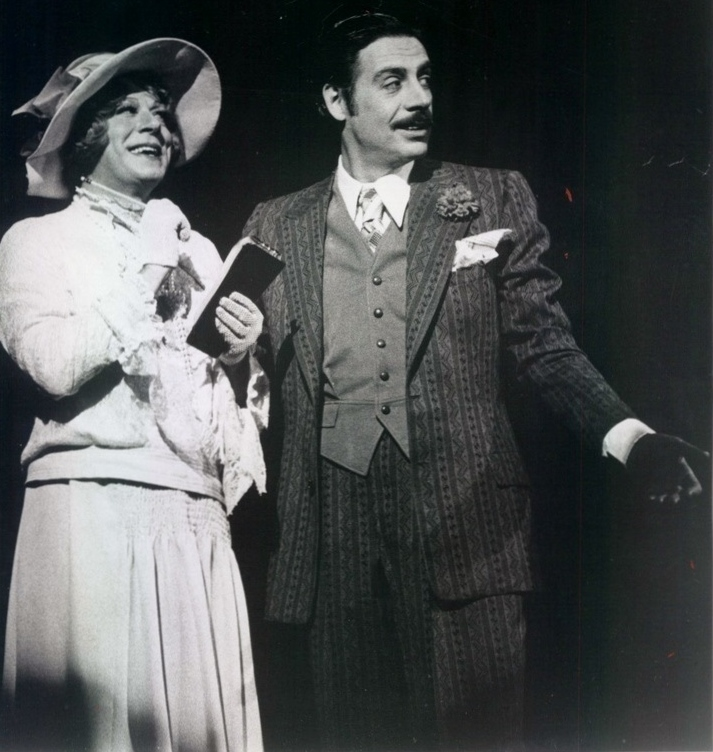
M. O'Haughey como Mary Sunshine e Jerry Orbach como Billy Flynn no elenco original da Broadway de Chicago, 1976

Chicago: A Musical Vaudeville estreou em 3 de junho de 1975 no 46th Street Theatre e teve um total de 936 apresentações, fechando em 27 de agosto de 1977. O elenco da noite de abertura estrelou Chita Rivera como Velma Kelly, Gwen Verdon como Roxie Hart, Jerry Orbach como Billy Flynn e Barney Martin como Amos Hart. Velma Kelly foi um personagem relativamente menor em todas as versões de Chicago antes da versão musical. 
O musical recebeu críticas mistas. O estilo brechtiano do show, que frequentemente derrubava a quarta parede, incomodava o público. De acordo com James Leve, "Chicago é cínica e subversiva, explorando as mitologias culturais americanas para atacar a cultura das celebridades americanas". 
O show estreou no mesmo ano do grande sucesso A Chorus Line de Michael Bennett, que superou Chicago em vendas de ingressos e no Tony Awards.  O show estava prestes a fechar quando se deparou com outro revés: Gwen Verdon teve que fazer uma cirurgiaulos na garganta depois de inalar uma pena durante o final do show.  Os produtores pensaram em encerrar o show, mas Liza Minnelli interveio e se ofereceu para fazer o papel de Roxie Hart no lugar de Verdon. Liza se apresentou por pouco mais de um mês (8 de agosto de 1975 a 13 de setembro de 1975), aumentando a popularidade do show, até que Gwen Verdon se recuperou e voltou ao show. Ann Reinking, que viria a estrelar o revival de grande sucesso de 1996 e coreografar essa produção no estilo de Bob Fosse, também foi uma substituta do elenco para Roxie Hart durante a exibição original do show. 

### Montagem no West End em 1979
A primeira produção de West End, Londres estreou no Cambridge Theatre em abril de 1979 e teve cerca de 600 apresentações (tendo tido sua estreia europeia no Crucible Theatre,Sheffield, em 23 de novembro de 1978). O musical começou no West End com a maior parte do elenco de Sheffield, e foi dirigido por Peter James e coreografado por Gillian Gregory. Os produtores foram Ray Cooney e Larry Parnes. Jenny Logan estrelou como Velma Kelly, Ben Cross como Billy, Antonia Ellis como Roxie Hart e Don Fellows como Amos Hart. Ellis e Ben Cross foram indicados ao Prêmio Laurence Olivier por suas atuações e o musical foi indicado como Musical do Ano.

### Renascimento da Broadway de 1996
A produção foi dirigida por Walter Bobbie com coreografia "no estilo de Bob Fosse" de Ann Reinking, que também reprisou seu papel anterior como Roxie Hart. Também no elenco estavam Bebe Neuwirth como Velma Kelly, Joel Gray como Amos Hart e James Naughton como Billy Flynn. O programa foi bem recebido, com Howard Kissel, comentando para o New York Daily News escrevendo que "Esta Chicago me impressionou muito mais do que a original".  Ben Brantley, em sua crítica para o The New York Times, escreveu: "'Faça amor com o público' foi outro ditado de Fosse. Isso é exatamente o que a Sra. Reinking e seu conjunto fazem. Chicago ainda pode parecer loquazmente cínica e artificialmente fria, especialmente em seu segundo ato mais fraco. Mas esses artistas sabem exatamente como tire o frio." 
A cenografia inclui a presença da banda no centro do palco numa evocação de uma bancada de jurados, à volta e sobre a qual os atores encenam algumas cenas. Há também cadeiras nas laterais dessa peça central, nas quais os atores às vezes se sentam ou relaxam quando não estão diretamente envolvidos na ação. O espetáculo estreou em 14 de novembro de 1996, no Richard Rodgers Theatre (mesmo teatro onde havia se apresentado a produção original) com roteiro adaptado por David Thompson. A montagem estabeleceu um recorde para recuperar seus custos iniciais mais rapidamente do que qualquer outro musical da história, provavelmente devido em parte aos elementos de design simplificados.
Ao contrário da produção original, o renascimento foi recebido com elogios da crítica. O crítico do CurtainUp observou: "O show recebeu críticas extáticas, vendas de bilheteria invejáveis e prêmios suficientes para garantir uma sala especial de troféus em Chicago."  A sociedade mudou à luz de eventos como o caso OJ Simpson, e o público estava mais receptivo ao tema da fama através de crimes.

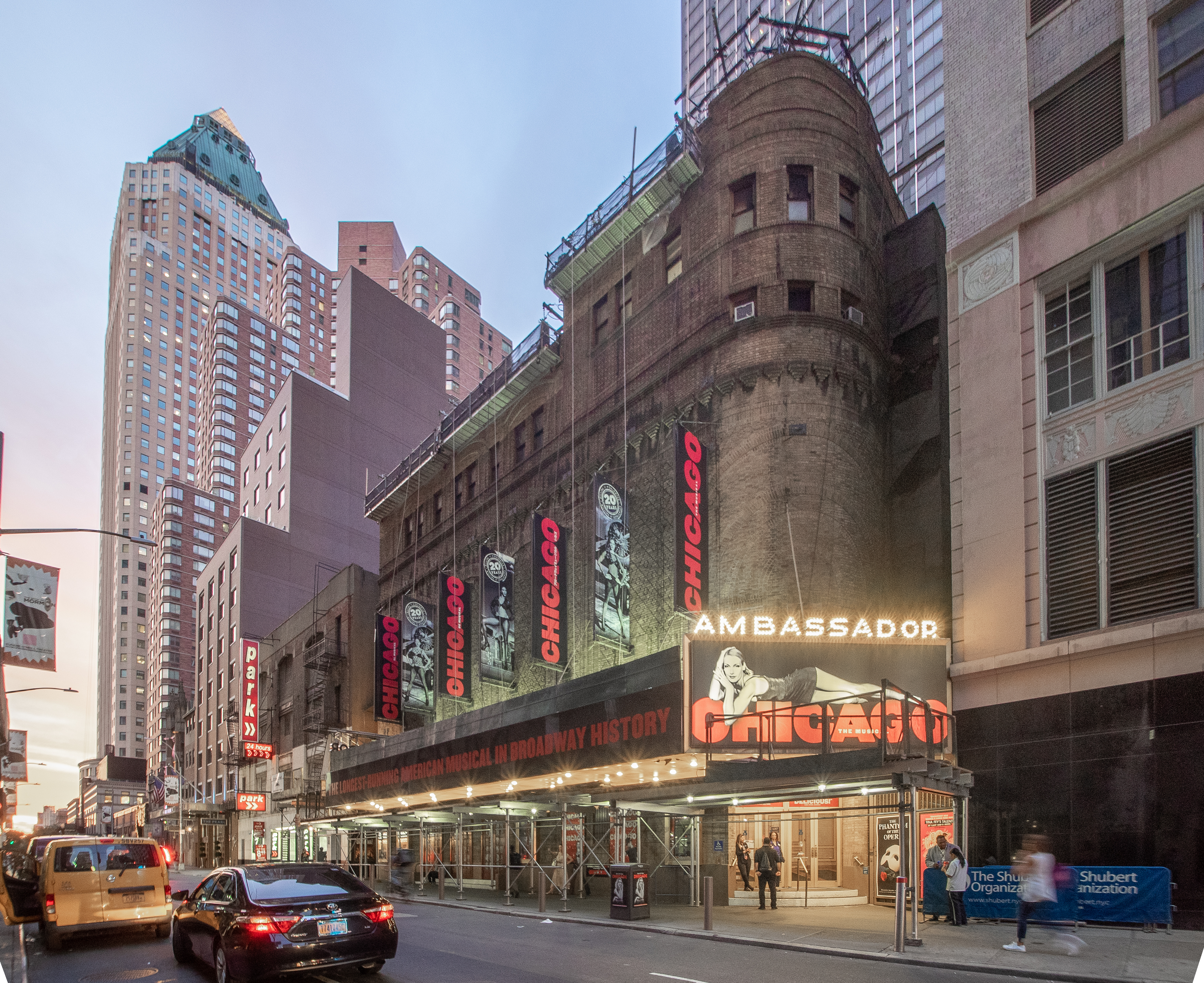
Revival de Chicago em cartaz no Ambassador Thatre, Broadway

O renascimento de Chicago ganhou seis prêmios Tony, mais do que qualquer outro renascimento na história da Broadway até 2008 com as vitórias de South Pacific. Chicago: The Musical teve mais de 10.000 apresentações  e detém o recorde de revival musical mais antigo na Broadway. Ao longo dos anos, Ann Reinking, Bebe Neuwirth, James Naughton e Joel Gray retornaram para participações especiais. Durante sua longa temporada, diversas celebridades artistas estrelaram participações na peça.
A gravação do elenco do revival foi lançada em 28 de janeiro de 1997, pela RCA Victor.  A gravação do elenco ganhou o prêmio Grammy de 1997 de Melhor Álbum de Show Musical . 
Em 12 de fevereiro de 1997, a produção da Broadway mudou-se para Shubert Theatre. Em 29 de janeiro de 2003, mais de seis anos depois, a produção da Broadway mudou-se uma segunda vez, para o Ambassador Theatre, onde tem se apresentado desde então. Em 23 de novembro de 2014, Chicago se tornou o segundo show da Broadway mais antigo, superando Cats. Em 16 de Abril de 2023, com o fechamento de O Fantasma da Ópera, Chicago tornou-se o show mais antigo da Broadway ainda em cartaz.

### Renascimentos de Londres

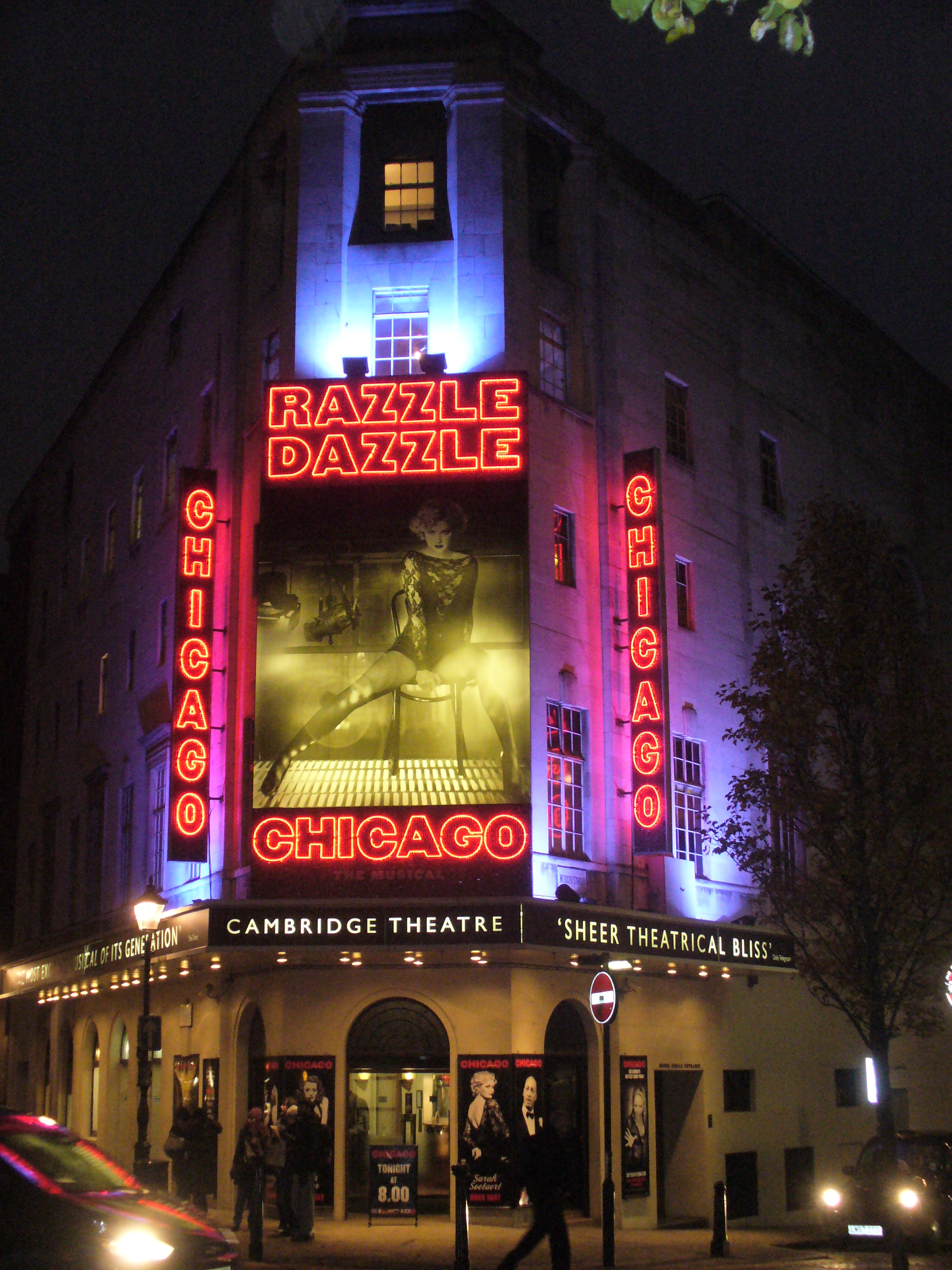
Chicago em cartaz no Cambridge Theatre no West End, Londres, 2010

Em 18 de novembro de 1997, a produção revival estreou no West End de Londres. Assim como o renascimento de Nova York, foi dirigido por Walter Bobbie, com coreografia de Ann Reinking no estilo de Bob Fosse. O show foi exibido no Adelphi Theatre por nove anos até ser transferido para o Cambridge Theatre em abril de 2006. O elenco original da produção incluía a cantora de jazz alemã Ute Lemper como Velma, a atriz britânica Ruthie Henshall como Roxie Hart, Nigel Planer como Amos Hart e Henry Goodman como Billy Flynn. A produção ganhou o Laurence Olivier de 1998 de Melhor Musical e Lemper foi premiado como Melhor Atriz em Musical.
Como sua contraparte da Broadway, a produção de Londres contou com muitas celebridades ao longo de sua temporada.
A produção saiu do Cambridge Theatre em 27 de agosto de 2011 e foi transferida para o Garrick Theatre em 7 de novembro de 2011, estrelando America Ferrera como Roxie. Robin Cousins se juntou ao elenco como Billy Flynn em 17 de julho de 2012. 
Após quase 15 anos de temporada, o show foi encerrado em 1º de setembro de 2012 em Londres. A turnê da produção pelo Reino Unido continuou após o encerramento. 
Para comemorar o 21º aniversário da produção revival do West End, Chicago voltou no Phoenix Theatre, reestreando em 11 de abril de 2018, com Cuba Gooding Jr. como Billy Flynn, Sarah Soetaert como Roxie Hart, Josefina Gabrielle como Velma Kelly e Ruthie Henshall como Mama Morton. Em mudanças no elenco, Martin Kemp assumiu o papel de Billy Flynn, seguido de Alexandra Burke como Roxie Hart e Mazz Murray como Mama Morton. Denise Van Outen foi anunciada para assumir o papel de Velma a partir de 24 de setembro de 2018, mas devido a uma fratura por estresse no calcanhar, sua estreia foi adiada até 7 de outubro.

### Montagem brasileira de 2004
Em 28 de abril de 2004, estreou em São Paulo, no Teatro Abril, a primeira montagem brasileira do musical. A montagem foi produzida pela CIE Brasil e contou com direção geral de Scott Faris (que também coordenou a reestreia na Broadway) e adaptação de Cláudio Botelho. O elenco incluía Danielle Winits (Velma Kelly), Adriana Garambone (Roxie Hart), Daniel Boaventura (Billy Flynn), Selma Reis (Mama Morton), Jonathas Joba (Amos Hart), Guto Bittencourt (Mary Sunshine) e Renata Brás (Mona e cover de Velma Kelly), tendo sido um grande sucesso de público. A produção se encerrou em 19 de dezembro de 2004.

### Produções internacionais
A primeira produção em japonês do revival estreou em outubro de 2008 no Akasaka ACT Theatre em Tóquio, Japão. 
No Peru, o musical estreou em 16 de junho de 2012 estrelado por Tati Alcántara, Denisse Dibós e Marco Zunino no Teatro Municipal de Lima em Lima.  O show também foi encenado com uma tradução em espanhol na Costa Rica em 2017, estrelado por Silvia Baltodano e Isabel Guzman.
Uma produção em francês baseada no revival da Broadway de 1996, estreou em 18 de setembro de 2018 no Théâtre Mogador em Paris com Sofia Essaïdi como Velma Kelly, Carien Keizer como Roxie Hart e Jean-Luc Guizone como Billy Flynn. Dirigido por Dominique Trottein, com livro traduzido por Nicolas Engel, esta produção é coreografada por Ann Reinking e a música foi supervisionada por Rob Bowman. Esta produção foi encerrada em 30 de junho de 2019. 
O Stratford Festival em Ontário, Canadá, apresentou uma produção totalmente nova de Chicago como parte de sua temporada de 2020; a organização recebeu novos direitos de produção fora de Nova York ou Londres pela primeira vez em 30 anos. Foi dirigido por Donna Feore.
Uma nova produção dirigida por Drew Anthony e coreografada por Lauren Ferreira foi encenada em setembro de 2022, no The Royale Theatre, com Lucy Williamson como Velma, Elethea Sartorelli como Roxie, Brendan Hanson como Billy Flynn, Rachel Monamy como Mama Morton, Vincent Hooper como Amos e Greg Jarema como Mary Sunshine.

### Segunda montagem brasileira em 2022
Em 2022, uma nova versão do musical foi apresentada em São Paulo, no Teatro Santander, contando com Emanuelle Araújo (Velma Kelly), Carol Costa (Roxie Hart) e Paulo Szot (Billy Flynn) - papel que já interpretou na Broadway. Esta montagem ficou marcada pelo grande sucesso de público, tendo sido a segunda produção de maior público da história do teatro. A montagem recebeu indicações ao Prêmio Bibi Ferreira, o Tony do teatro brasileiro e ganhou o Bibi Ferreira de Melhor Musical por Voto Popular.

## Prêmios e nomeações

### Produção original da Broadway
| Ano  | Premiação        | Categoria                                       | Nomeação                                        | Resultado |
| ---- | ---------------- | ----------------------------------------------- | ----------------------------------------------- | --------- |
| 1976 | Tony Award       | Melhor Musical                                  | Melhor Musical                                  | Indicado  |
| 1976 | Tony Award       | Melhor Libreto de Musical                       | Bob Fosse e Fred Ebb                            | Indicado  |
| 1976 | Tony Award       | Melhor Trilha Sonora Original                   | John Kander e Fred Ebb                          | Indicado  |
| 1976 | Tony Award       | Melhor Ator em Musical                          | Jerry Orbach                                    | Indicado  |
| 1976 | Tony Award       | Melhor Atriz em Musical                         | Chita Rivera                                    | Indicado  |
| 1976 | Tony Award       | Melhor Atriz em Musical                         | Gwen Verdon                                     | Indicado  |
| 1976 | Tony Award       | Melhor Direção em Musical                       | Bob Fosse                                       | Indicado  |
| 1976 | Tony Award       | Melhor Coreografia                              | Bob Fosse                                       | Indicado  |
| 1976 | Tony Award       | Melhor Design Cênico                            | Tony Walton                                     | Indicado  |
| 1976 | Tony Award       | Melhor Figurino                                 | Patricia Zipprodt                               | Indicado  |
| 1976 | Tony Award       | Melhor Design de Iluminação                     | Jules Fisher                                    | Indicado  |
| 1976 | Drama Desk Award | Melhor Ator em Musical                          | Jerry Orbach                                    | Indicado  |
| 1976 | Drama Desk Award | Design de Iluminação Excepcional                | Jules Fisher                                    | Venceu    |
| 1976 | Grammy Award     | Prêmio Grammy de Melhor Álbum de Teatro Musical | Prêmio Grammy de Melhor Álbum de Teatro Musical | Indicado  |

### Produção original de Londres
| Ano  | Premiação              | Categoria               | Nomeação            | Resultado |
| ---- | ---------------------- | ----------------------- | ------------------- | --------- |
| 1979 | Laurence Olivier Award | Melhor Novo Musical     | Melhor Novo Musical | Indicado  |
| 1979 | Laurence Olivier Award | Melhor Ator em Musical  | Ben Cross           | Indicado  |
| 1979 | Laurence Olivier Award | Melhor Atriz em Musical | Antonia Ellis       | Indicado  |

### Revival da Broadway de 1996
| Ano  | Premiação        | Categoria                                       | Nomeação                                        | Resultado |
| ---- | ---------------- | ----------------------------------------------- | ----------------------------------------------- | --------- |
| 1997 | Drama Desk Award | Melhor Revival de Musical                       | Melhor Revival de Musical                       | Venceu    |
| 1997 | Drama Desk Award | Melhor Ator em Musical                          | James Naughton                                  | Indicado  |
| 1997 | Drama Desk Award | Melhor Atriz Coadjuvante em Musical             | Bebe Neuwirth                                   | Venceu    |
| 1997 | Drama Desk Award | Melhor Ator Coadjuvante em Musical              | Joel Grey                                       | Venceu    |
| 1997 | Drama Desk Award | Melhor Atriz Coadjuvante em Musical             | Marcia Lewis                                    | Indicado  |
| 1997 | Drama Desk Award | Melhor Coreografia                              | Ann Reinking                                    | Venceu    |
| 1997 | Drama Desk Award | Melhor Direção em Musical                       | Walter Bobbie                                   | Venceu    |
| 1997 | Drama Desk Award | Design de Iluminação Excepcional                | Ken Billington                                  | Venceu    |
| 1997 | Tony Award       | Melhor Revival de Musical                       | Melhor Revival de Musical                       | Venceu    |
| 1997 | Tony Award       | Melhor Performance de Ator em Musical           | James Naughton                                  | Venceu    |
| 1997 | Tony Award       | Melhor Performance de Atriz em Musical          | Bebe Neuwirth                                   | Venceu    |
| 1997 | Tony Award       | Melhor Performance de Atriz em Musical          | Marcia Lewis                                    | Indicado  |
| 1997 | Tony Award       | Melhor Direção de Musical                       | Walter Bobbie                                   | Venceu    |
| 1997 | Tony Award       | Melhor Coreografia                              | Ann Reinking                                    | Venceu    |
| 1997 | Tony Award       | Melhor Figurino                                 | William Ivey Long                               | Indicado  |
| 1997 | Tony Award       | Melhor Design de Iluminação                     | Ken Billington                                  | Venceu    |
| 1998 | Grammy Award     | Prêmio Grammy de Melhor Álbum de Teatro Musical | Prêmio Grammy de Melhor Álbum de Teatro Musical | Venceu    |

### Revival de Londres em 1997
| Ano  | Premiação              | Categoria                                       | Nomeação                                        | Resultado |
| ---- | ---------------------- | ----------------------------------------------- | ----------------------------------------------- | --------- |
| 1997 | Laurence Olivier Award | Produção Musical de Destaque                    | Produção Musical de Destaque                    | Venceu    |
| 1997 | Laurence Olivier Award | Melhor Ator em Musical                          | Henry Goodman                                   | Indicado  |
| 1997 | Laurence Olivier Award | Melhor Atriz em Musical                         | Ute Lemper                                      | Venceu    |
| 1997 | Laurence Olivier Award | Melhor Atriz em Musical                         | Ruthie Henshall                                 | Indicado  |
| 1997 | Laurence Olivier Award | Melhor Diretor                                  | Walter Bobbie                                   | Indicado  |
| 1997 | Laurence Olivier Award | Melhor Coreografia de Teatro                    | Ann Reinking                                    | Indicado  |
| 1997 | Laurence Olivier Award | Melhor Figurino                                 | William Ivey Long                               | Indicado  |
| 1999 | Grammy Award           | Prêmio Grammy de Melhor Álbum de Teatro Musical | Prêmio Grammy de Melhor Álbum de Teatro Musical | Indicado  |

### Montagem de São Paulo em 2022
| Ano  | Premiação            | Categoria                           | Nomeação                        | Resultado |
| ---- | -------------------- | ----------------------------------- | ------------------------------- | --------- |
| 2022 | Prêmio Bibi Ferreira | Melhor Musical por Voto Popular     | Melhor Musical por Voto Popular | Venceu    |
| 2022 | Prêmio Bibi Ferreira | Melhor Musical                      | Melhor Musical                  | Indicado  |
| 2022 | Prêmio Bibi Ferreira | Melhor Atriz em Musical             | Carol Costa                     | Indicado  |
| 2022 | Prêmio Bibi Ferreira | Melhor Ator Coadjuvante em Musical  | Lucas Cândido                   | Indicado  |
| 2022 | Prêmio Bibi Ferreira | Melhor Atriz Coadjuvante em Musical | Lilian Valeska                  | Indicado  |